# Meleagris

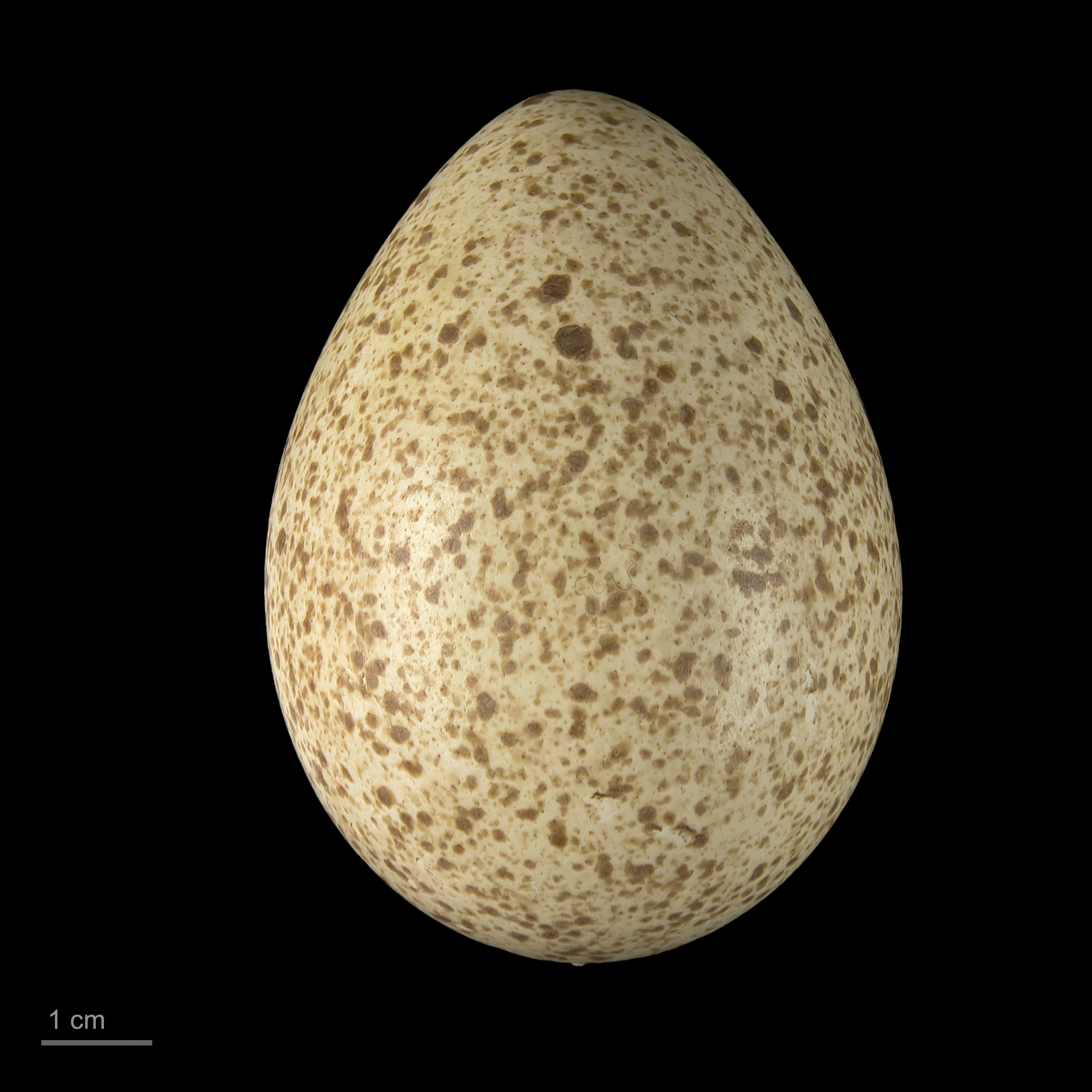
Ou de gall dindi salvatge (Meleagris gallopavo)

Meleagris és el nom de l'únic gènere de la subfamília dels meleagridins (Meleagridinae), que forma part de la família dels fasiànids (Phasianidae), a l'ordre dels gal·liformes (Galliformes). Està format per dues espècies, el gall dindi comú i el gall dindi ocel·lat.
El gall d'indi és un ocell gran del gènere Meleagris, originari d'Amèrica del Nord. Existeixen dues espècies de gall dindi: el gall dindi salvatge (Meleagris gallopavo) de l'est i centre d'Amèrica del Nord i el gall dindi ocel·lat (Meleagris ocellata) de la península de Yucatán a Mèxic. Els mascles d'ambdues espècies de gall dindi tenen una barba carnosa característica, que penja de la part superior del bec. Es troben entre els ocells més grans de la seva distribució. Com passa amb molts ocells grans que s'alimenten a terra (ordre dels gal·liformes), el mascle és més gran i molt més colorit que la femella.
Originària d'Amèrica del Nord, l'espècie salvatge va ser criada com a gall dindi domesticat pels pobles indígenes. Va ser aquest gall dindi domesticat el que més tard va arribar a Euràsia, durant l'intercanvi colombí. En català es conserva el terme gall d'indi per procedir d'Amèrica. En anglès, "turkey" probablement va rebre el seu nom de la varietat domesticada que s'importava a Gran Bretanya en vaixells procedents del Llevant turc via Espanya. Els britànics de l'època van associar, doncs, l'ocell al país Turquia i el nom es va imposar. Una teoria alternativa planteja que un altre ocell, natiu de Madagascar introduït a Anglaterra pels comerciants que comercialitzaven a Turquia, va ser la font original, i que el terme va ser transferit després a l'ocell del Nou Món per colonitzadors anglesos amb coneixement de l'espècie anterior.
Els primers galls dindis van evolucionar a Amèrica del Nord fa més de 20 milions d'anys. Comparteixen un avantpassat comú recent amb els galls fer, els faisans i altres animals d'aviram. L'espècie de gall dindi salvatge és l'avantpassat del gall dindi domèstic, que va ser domesticat fa aproximadament 2.000 anys.

## Taxonomia
El gènere Meleagris va ser introduït el 1758 pel naturalista suec Carl Linnaeus en la desena edició de la seva Systema Naturae. El nom del gènere prové del grec antic μελεαγρις, meleagris que significa "pintada". L'espècie tipus és el gall dindi salvatge (Meleagris gallopavo).
Els galls dindis es classifiquen a la família Phasianidae (faisans, perdius, francolins, galliners, tetraonins i parents) en l'ordre taxonòmic dels gal·liformes. Són parents propers dels tetraonins i estan classificats a la tribu tetraonins.

### Espècies existents
Dins els meleagrídids (Meleagrididae) es distingeixen dues espècies: Gall dindi comú (Meleagris gallopavo) i Gall dindi ocel·lat (Meleagris ocellata). El gall dindi ha donat lloc a una bona quantitat de races domèstiques.
| Mascle | Femella | Nom científic       | Nom comú                                  | Distribució |
| ------ | ------- | ------------------- | ----------------------------------------- | --- |
|        |         | Meleagris gallopavo | gall dindi salvatge i gall dindi domèstic | Els boscos d'Amèrica del Nord, des de Mèxic (on es van domesticar per primera vegada a Mesoamèrica) al mig oest i l'est dels Estats Units i al sud-est del Canadà |
|        |         | Meleagris ocellata  | gall dindi ocel·lat                       | Els boscos de la península de Yucatán, Mèxic |

### Espècies fòssils
- Meleagris californica Turquia de Califòrnia - Sud de Califòrnia
- Meleagris crassipes sud-oest de Turquia - Nou Mèxic[14]

## Història

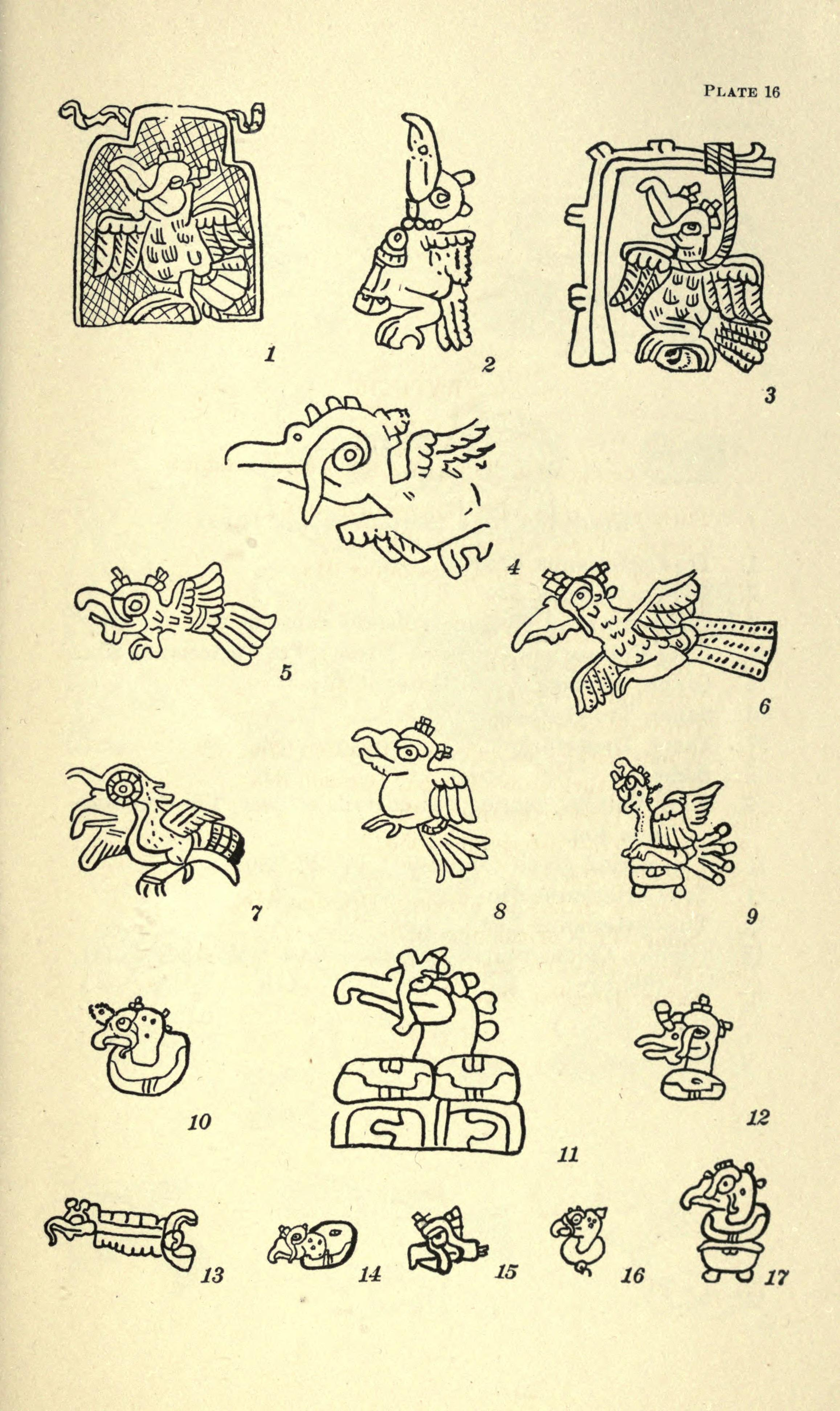
Representació de galls dindis ocel·lats en còdexs maies segons el llibre de 1910, Figures d'animals als còdexs maies d'Alfred Tozzer i Glover Morrill Allen

Els galls dindis van ser domesticats per primera vegada al Mèxic precolombí, on tenien una importància cultural i simbòlica. La paraula nàhuatl clàssica per al gall dindi, huehxōlō-tl (guajolote en castellà), encara s'utilitza al Mèxic modern, a més del terme general pavo. Els aristòcrates i els sacerdots maies semblen tenir una connexió especial amb els galls dindis ocel·lats, amb ideogrames d'aquests ocells que apareixen als manuscrits maies. Cronistes espanyols, entre ells Bernal Díaz del Castillo i el pare Bernardino de Sahagún, descriuen la multitud d'aliments (tant fruites i verdures crues com plats preparats) que s'oferien als extensos mercats (tianguis) de Tenochtitlán.
Els galls dindis van ser exportats per primera vegada a Europa a través d'Espanya al voltant de 1519, on van guanyar popularitat immediata entre les classes aristocràtiques. Els galls dindis van arribar a Anglaterra el 1541. Des d'allà, els colons anglesos van portar galls dindis a Amèrica del Nord durant el segle XVII.
Al que avui són els Estats Units, al segle XVII hi havia uns 10 milions de galls dindis. A la dècada de 1930, només en quedaven 30.000. A les dècades de 1960 i 1970, els biòlegs van començar a atrapar galls dindis salvatges dels pocs llocs on quedaven (inclosos els Ozarks i Nova York), i a reintroduir-los a altres estats, inclosos Minnesota i Vermont. A partir del 2014, els investigadors van enviar una enquesta als biòlegs de vida salvatge del Comitè Tècnic de la National Wild Turkey Federation dels estats dels Estats Units per recollir dades sobre la població de galls dindi. A partir del 2019, la població de gall dindi salvatge va disminuir al voltant d'un 3% des del 2014. També a partir del 2019, el nombre de caçadors de gall dindi salvatge va disminuir un 18% des del 2014 a partir dels informes dels estats dels EUA participants. A les dades de població de 2019 faltava informació de 12 estats i a les dades de caçadors de 2019 faltava informació de 8 estats.

## Conflicte amb els humans
Els galls dindi són agressius cap als humans i les mascotes a les zones residencials. Els galls d'indi salvatges tenen una estructura social i un ordre de picoteig i els galls d'indi habituats poden respondre als humans i als animals com ho fan amb altres galls d'indi. Els galls dindis habituals poden intentar dominar o atacar persones que els ocells consideren subordinades.
El 2017, la ciutat de Brookline, Massachusetts, va recomanar un enfocament controvertit quan s'enfrontava als galls d'indi salvatges. A més de fer un pas endavant per intimidar els ocells, els funcionaris també van suggerir "fer soroll (fer soroll d'olles o altres objectes junts); obrir un paraigua; cridar i agitar els braços; arrossegar-los amb una mànega; permetre que el gos els bordi; i defensant-los amb força amb una escombra". Aquest consell es va revocar ràpidament i es va substituir per una advertència que "els funcionaris de la vida salvatge de l'estat no recomanen ser agressius cap als galls d'indi salvatges".

## Registre fòssil
S'han descrit diversos galls dindis a partir de fòssils. Els Meleagris es coneixen des del Miocè primerenc (c. 23 milions d'anys) en endavant, amb els gèneres extingits Rhegminornis (Miocè primerenc de Bell, EUA) i Proagriocharis (Miocè tardà Kimball / Pliocè primerenc de Lime Creek, EUA). El primer és probablement un gall dindi basal, l'altre un ocell més contemporani poc semblant als galls dindis coneguts; tots dos eren ocells molt més petits. Es coneix un fòssil de gall dindi no assignable al gènere però similar a Meleagris del Miocè superior del comtat de Westmoreland, Virgínia. En el gènere modern Meleagris, s'han descrit un nombre considerable d'espècies, ja que els fòssils de gall dindi són robusts i es troben amb força freqüència, i els galls d'indi presenten una gran variació entre els individus. Moltes d'aquestes suposades espècies fossilitzades es consideren ara sinònims. Un, el ben documentat gall dindi de Califòrnia Meleagris californica, es va extingir prou recentment per haver estat caçat pels primers colons humans. S'ha suggerit que la seva desaparició es va deure a les pressions combinades de la caça humana i el canvi climàtic al final de l'últim període glacial.
El fòssil de l'Oligocè Meleagris antiquus va ser descrit per primera vegada per Othniel Charles Marsh el 1871. Des de llavors s'ha reassignat al gènere Paracrax, primer interpretat com a cràcid, després poc després com a bathornítid Cariamiformes.

### Espècies fòssils
- Meleagris sp. (Pliocè primerenc de Bone Valley, EUA)
- Meleagris sp. (Pliocè final de Macasphalt Shell Pit, EUA)
- Meleagris californica (Pleistocè final del sud-oest dels EUA)
- Meleagris crassipes (Pleistocè final del sud-oest d'Amèrica del Nord)

Moltes autoritats han considerat que els galls dindis són la seva pròpia família, els Meleagris, però una anàlisi genòmica recent d'un marcador de retrotransposó agrupa els galls dindis de la família dels fasiànids. El 2010, un equip de científics va publicar un esborrany de seqüència del genoma del gall dindi domèstic (Meleagris gallopavo). El 2023 es va publicar un nou genoma millorat del gall dindi domèstic resolt per haplotips, que va confirmar la gran inversió del cromosoma Z que no es trobava en altres Galliformes, i va trobar noves variacions estructurals entre els haplotips progenitors que proporcionen nous gens objectiu potencials per a la reproducció.

## Descripció
Entre els individus salvatges poden fer 90 – 120 cm de llargària, i 3 – 9 kg de pes, sent les femelles molt més petites que els mascles. El plomatge és fosc, quasi negre, amb reflexos metàl·lics bronze i verds, sobretot els mascles. El cap i el coll, sense plomes, estan coberts per carúncules de colors vius.
L'hàbitat original és variat, ocupant principalment zones amb arbres i bosc obert, en llocs amb hiverns temperats d'Amèrica Central i del Nord.
La femella construeix el niu en terra, on pon entre 8 i 15 ous, color crema amb taques brunes. La incubació és de 28 dies, després dels quals naixen els pollets, que abandonen el niu el mateix dia.
Omnívora. Mengen matèria vegetal (entre altres coses glans), però també insectes i petits vertebrats.